# AES-баржі
6°33′34.5″ пн. ш. 3°36′54.1″ сх. д. / 6.559583° пн. ш. 3.615028° сх. д.
AES-баржі — теплова електростанція в Нігерії у південному штаті Лагос, на околиці однойменного найбільшого міста країни.
Для подолання енергодефіциту в Нігерії у кінці 1990-х років запропонували план швидкого створення нових генеруючих потужностей шляхом розміщення газових турбін на баржах. Первісно проєктом займалась відома своїм банкрутством на тлі шахрайства американська енергетична корпорація Енрон, проте на початку 2001 року його придбала та довела до введення в експлуатацію компанія AES.
Станція складається із дев'яти газових турбін Frame 6 (MS6001B) розробки General Electric, три з яких були виготовлені компанією Alstom, чотири John Brown та дві Iuka. Потужність кожної турбіни становить 31,5 МВт. Баржі встановили у відділеній косою від Гвінейської затоки лагуні Лагос, біля розташованої на березі ТЕС Егбін, та під'єднали до енергомережі лінією, що працює під напругою 132 кВ. Двопаливні за своєю конструкцією турбіни по факту працювали на природному газі, що постачається із дельти Нігеру по трубопроводу Ескравос-Лагос.
Річне виробництво електроенергії станцією у 2000-х роках складало від 550 до 2066 млн кВт·год. Станом на середину 2017-го електростанція опинилась поміж кількох нігерійських ТЕС, які за останні п'ять місяців взагалі не працювали. На той час електроенергетика країни сильно страждала від диверсій на трубопроводах, актів саботажу в енергетичних мережах та неплатежів.